# IV. Fliegerkorps
O IV. Fliegerkorps foi um Corpo Aéreo da Luftwaffe que atuou durante a Segunda Guerra Mundial. Foi formado no dia 11 de Outubro de 1939 em Düsseldorf a partir da 4. Flieger-Division. Foi dispensado no dia 16 de Setembro de 1944 e utilizado na formação do Kommandierende General der Deutschen Luftwaffe in Dänemark (IV. Fliegerkorps).

## Kommandierender General
| Comandante                  | Data                                           |
| --------------------------- | ---------------------------------------------- |
| Generaloberst Alfred Keller | 11 de Outubro de 1939 - 19 de Agosto de 1940   |
| General Kurt Pflugbeil      | 20 de Agosto de 1940 - 24 de Agosto de 1943    |
| General Rudolf Meister      | 4 de Setembro de 1943 - 16 de Setembro de 1944 |

## Chef des Stabes[1]
| Oberst Alexander Holle                | 11 de Outubro de 1939 - 19 de Dezembro de 1939   |
| Oberst Josef Kammhuber                | 19 de Dezembro de 1939 - 27 de Dezembro de 1939  |
| Oberst Alexander Holle                | 27 de Dezembro de 1939 - 31 de Janeiro de 1940   |
| ?                                     |                                                  |
| Oberst Hans-Detlef Herhudt von Rohden | 20 de Fevereiro de 1941 - 30 de Setembro de 1941 |
| Oberst Torsten Christ                 | ? - 23 de Fevereiro de 1943                      |
| Oberstleutnant Anselm Brasser         | 23 de Fevereiro de 1943 - 30 de Novembro de 1943 |
| Oberst Walter Storp                   | 1 de Dezembro de 1943 - 31 de Maio de 1944       |
| ?                                     |                                                  |

## Bases do QG
| Outubro de 1939 - 10 de Maio de 1940  | Düsseldorf     |
| Julho de 1940 - Junho de 1941         | Dinard         |
| Junho de 1941 - Julho de 1941         | Ramnicul-Sarat |
| Julho de 1941                         | Balti (Belzy)  |
| Julho de 1942                         | Stalino        |
| Agosto de 1942                        | Maikop         |
| Novembro de 1942                      | Ssalsk         |
| Outubro de 1943                       | Kirovograd     |
| Dezembro de 1943                      | Novo Ukrainka  |
| Dezembro de 1943 - 2 de Julho de 1944 | Brest-Litovsk  |
| 2 de Julho de 1944 - Agosto de 1944   | Warzaw         |
| Agosto de 1944 - Setembro de 1944     | Thorn          |

## Subordinação
| Outubro de 1939 - Julho de 1940     | Luftflotte 2 |
| Julho de 40 - Junho de 1941         | Luftflotte 3 |
| Junho de 1941 - Dezembro de 1943    | Luftflotte 4 |
| Dezembro de 1943 - Setembro de 1944 | Luftflotte 6 |

## Ordem de Batalha
Controlou as seguintes unidades durante a guerra:
- Flieger-Division Donez, 2.43 - 3.43
- Luftgaustab z.b.V. 21, 6.41 - 11.41
- Verbindungsstaffel/IV. Fliegerkorps
- Flugbereitschaft/IV. Fliegerkorps (Fi 156, Fw 58, Hs 126), 11.39 - 9.44
- Luftnachrichten-Regiment 34